# Ilse Hülper
Ilse Hülper (* 27. August 1915 in Berlin-Charlottenburg; † nach 1967) war eine deutsche Schauspielerin, Opern- und Operettensängerin (Sopran).

## Leben
Ilse Hülper erhielt eine Gesangsausbildung an der Hochschule für  Musik in Berlin. Danach besuchte sie die Schauspielschule des Staatstheaters in Oldenburg. Erste Bühnenerfahrungen sammelte sie ab 1938 ebenfalls am Staatstheater Oldenburg als Sängerin im Chor. In den Jahren von 1939 bis 1942 schloss sich ein Engagement nunmehr als Solistin an das Theater in Cottbus an. Es folgten Stationen unter anderem an das Stadttheater in Fürth und ab 1945 an verschiedenen Bühnen in Berlin (Hebbel-Theater, Metropol-Theater, Theater am Nollendorfplatz und Städtische Oper). Ihr Repertoire umfasste das gesamte klassische und moderne Operettenfach. So trat sie in Franz Lehárs Paganini, Jacques Offenbachs Pariser Leben, Die Dubarry von Carl Millöcker und Theo Mackeben und Wiener Blut von Johann Strauss (Sohn) auf. Im Jahr 1967 beendete sie ihre Bühnenkarriere.
Sie wirkte auch in zwei Filmproduktionen mit. In dem Spielfilm Das Mädchen Christine von Arthur Maria Rabenalt verkörperte sie 1949 neben Wolfgang Lukschy, Tilly Lauenstein und Gerhard Frickhöffer die Figur der Lady Winterton und 1954 war sie unter der Regie von Georg A. Profé in dem Musikfilm Alles für dich, mein Schatz zu sehen.
Ilse Hülper war mit dem Schauspieler, Regisseur und Filmproduzenten Georg A. Profé (1908–1977) verheiratet.

## Filmografie
- 1949: Das Mädchen Christine
- 1954: Alles für dich, mein Schatz